# Buon Ma Thuot
Buon Ma Thuot (vietnamsky Buôn Ma Thuột), dříve Lac Giao, je hlavní město provincie Dak Lak, ležící v Centrální vysočině ve Vietnamu. V roce 2016 žilo ve městě 420 000 obyvatel a v roce 2018 vzrostl počet obyvatel na 502 170. Město je největším městem v Centrální vysočině a je známé jako regionální „hlavní město kávy.“

## Poloha

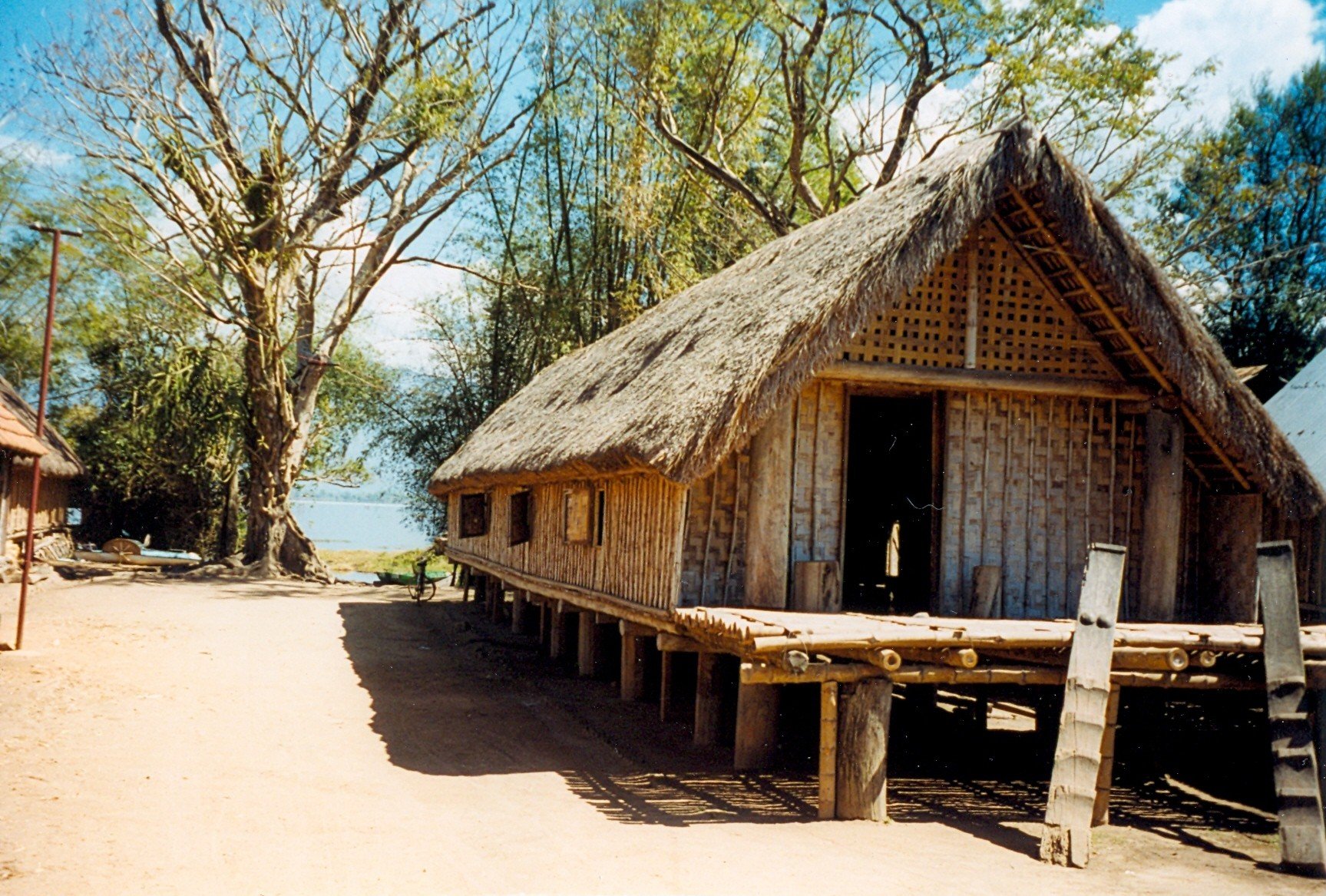
Dlouhý dům v Buon Ma Thuot

Město se nachází v samotném srdci Centrální vysočiny, 1300 km od Hanoje, 500 km od Danangu a 350 km od Ho Či Minova Města. Buon Ma Thuot leží v průměrné nadmořské výšce 536 m n. m. a hraje důležitou roli v národní bezpečnosti a obraně Vietnamu. Město je hlavním městem provincie Dak Lak a zároveň největším městem regionu Centrální vysočina (vietnamsky Tây Nguyên).

## Podnebí
| Buon Ma Thuot – podnebí                                      | Buon Ma Thuot – podnebí | Buon Ma Thuot – podnebí | Buon Ma Thuot – podnebí | Buon Ma Thuot – podnebí | Buon Ma Thuot – podnebí | Buon Ma Thuot – podnebí | Buon Ma Thuot – podnebí | Buon Ma Thuot – podnebí | Buon Ma Thuot – podnebí | Buon Ma Thuot – podnebí | Buon Ma Thuot – podnebí | Buon Ma Thuot – podnebí | Buon Ma Thuot – podnebí |
| Období                                                       | leden                   | únor                    | březen                  | duben                   | květen                  | červen                  | červenec                | srpen                   | září                    | říjen                   | listopad                | prosinec                | rok                     |
| ------------------------------------------------------------ | ----------------------- | ----------------------- | ----------------------- | ----------------------- | ----------------------- | ----------------------- | ----------------------- | ----------------------- | ----------------------- | ----------------------- | ----------------------- | ----------------------- | ----------------------- |
| Nejvyšší teplota [°C]                                        | 34,1                    | 36,6                    | 37,6                    | 39,4                    | 37                      | 35,1                    | 32,9                    | 32,5                    | 32,7                    | 33,1                    | 32,6                    | 32,4                    | 39,4                    |
| Průměrné denní maximum [°C]                                  | 34,1                    | 30,3                    | 32,8                    | 33,6                    | 32                      | 29,9                    | 29,4                    | 29                      | 29,1                    | 28,6                    | 32,6                    | 32,4                    | 29,7                    |
| Průměrná teplota [°C]                                        | 20,9                    | 22,4                    | 24,5                    | 26                      | 25,6                    | 24,7                    | 24,2                    | 24                      | 23,8                    | 23,4                    | 22,3                    | 21                      | 23,6                    |
| Průměrné denní minimum [°C]                                  | 17,6                    | 18,4                    | 19,7                    | 21,5                    | 22                      | 21,8                    | 21,3                    | 21,3                    | 21,1                    | 20,5                    | 19,4                    | 18,1                    | 20,2                    |
| Nejnižší teplota [°C]                                        | 9,1                     | 12                      | 12,3                    | 16,7                    | 14,4                    | 17,9                    | 18,4                    | 14,4                    | 13,4                    | 14,9                    | 10,7                    | 7,4                     | 7,4                     |
| Průměrné srážky [mm]                                         | 5                       | 5                       | 19                      | 86                      | 237                     | 248                     | 255                     | 310                     | 288                     | 222                     | 96                      | 25                      | 1 796                   |
| Zdroj: Vietnam Institute for Building Science and Technology |                         |                         |                         |                         |                         |                         |                         |                         |                         |                         |                         |                         |                         |